# 洪门

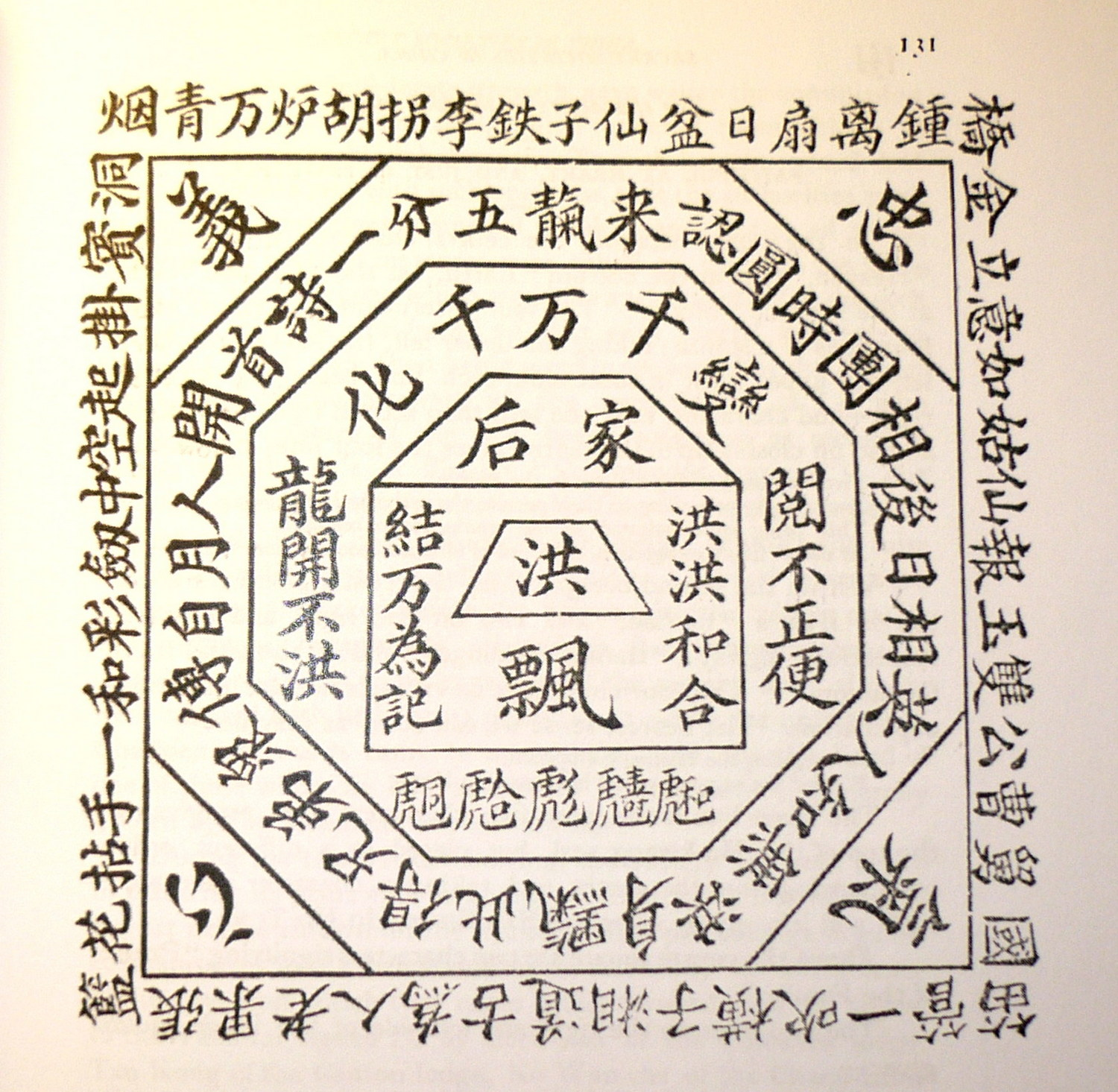
19世纪末厦门洪门三房腰牌

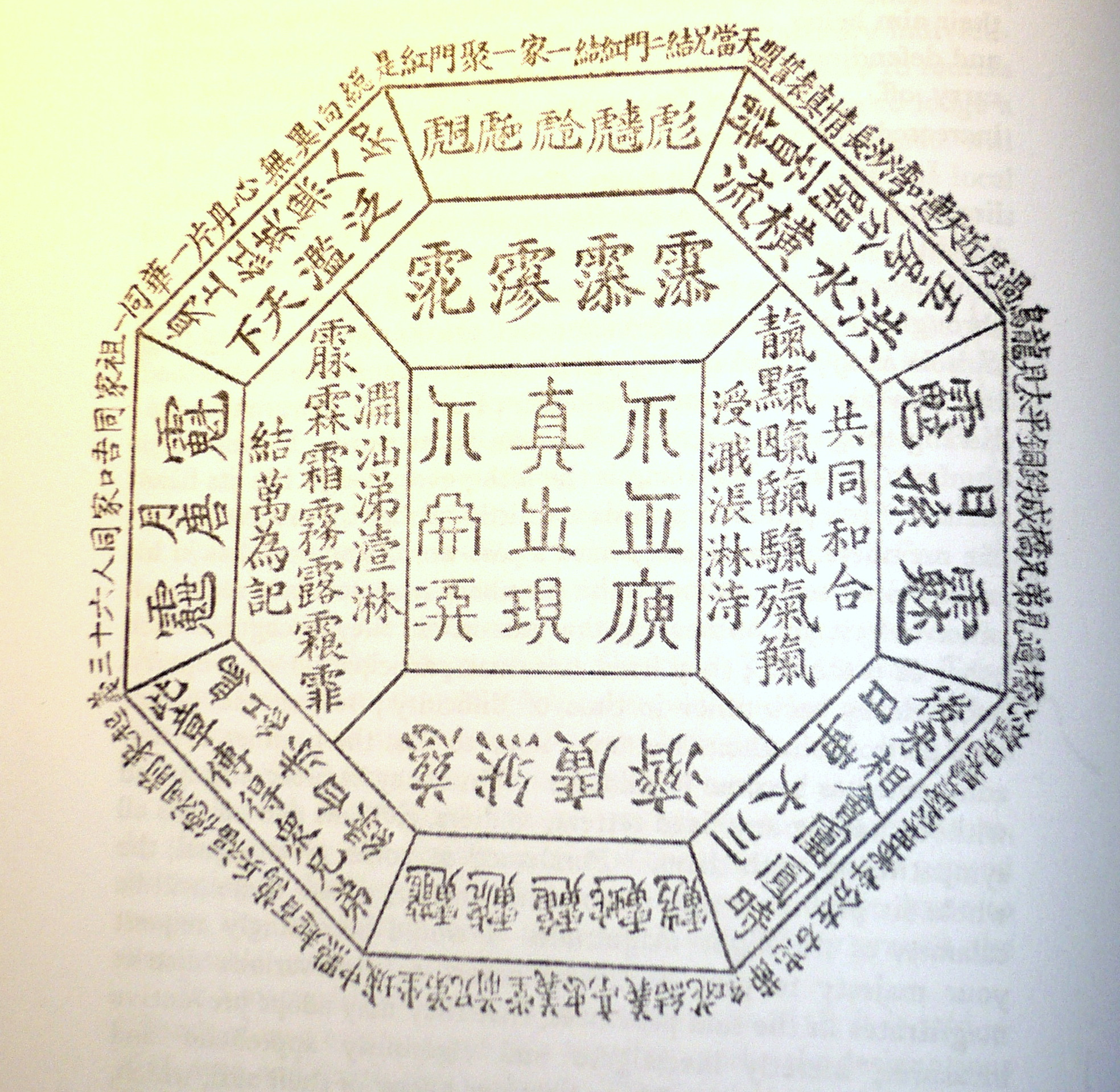
19世纪末广东洪门二房腰牌

洪門，原稱天地會，後全名為洪門會，起源於福建閩南，為清朝主要的秘密结社，主要活动于華南，以台灣、福建、广东、湖廣等地區更盛。有時史學家所謂的洪门一詞，代表一切反清的祕密會社，如青幫等。後來演變成名称不一的多個地下社團或會黨（如：天地會、三合會、哥老會），並隨著華僑移民南洋而傳播東南亞。
清末時，南方漢人革命黨為了推翻滿清需要而參與洪門；及至1911年中華民國肇建後，不少天地會、三合會成員均有國民革命軍身份。1949年後，香港三合會組織的兩大龍頭大佬葛肇煌、向前皆有中華民國國軍將官軍階。

## 源流
關於洪門的源流有十幾種說法，有鄭成功與陳近南創立說、方以智创立说、康熙甲寅說、雍正甲寅說、乾隆二十六年萬雲龍首創說、始於雍正初年說；群雄再創立天地會說等等諸多說法。近年有学者爬梳文件提出天地会应是雍正初年到乾隆前半期出现的秘密会党，并举出乾隆年间抄出的多种天地会会簿抄本有用“木斗立世”隐指顺治、康熙、雍正、乾隆作为佐证。

## 團體之名稱

### 漢留、洪門、天地會傳說
陶成章之著作《教會源流考》中述：「志士仁人，不忍中原之塗炭，又結秘密團體，以求光復祖國，而洪門之會設也。何謂洪門？因明太祖年號洪武，故取以為名……始倡者為鄭成功，繼述而修整之者，則陳近南也。」以「一拜天為父，二拜地為母」，簡稱「天父地母」，立誓反清復明，故稱「天地會」。

#### 洪門典故
- 明太祖的年號是洪武，洪武之家門，是為洪門。
- 「無中土」─ 拆字以「漢」字除去中間「中」、「土」二字，有漢失中土之意。
- 「無頭」─ 拆字；取「滿」之頭、剩下「兒」之腿、合成「洪」字，有滿清滅亡之意。

#### 洪門暗號
- “一拜天为父，二拜地为母”
- 切口“明大复心一”，即“一心复大明”的反称。
- 開口不離本 舉手不離三
- 木立斗世天下知 順天行道和合同
- 五人分開一首詩 身上洪英無人知 此事傳得眾兄弟 後來相識團圓時
- 一指定中原，明月照乾坤，三山五嶽皆兄弟，五湖四海皆朋友，十面埋伏除奸郎，一柱擎天是大哥

## 主要分支

### 天地會
屬閩南人系統洪門，又稱「添弟會」、「靝𪒉㞧」，為洪門始創之鼻祖，與福建南少林寺的傳說有關，後經流傳至外省的三合會、哥老會以及清末民初革命會黨的加以渲染，而附會於台灣鄭成功、陳近南首創「金台山」。據清代奏摺檔案所載，先有福建漳州漳浦縣人萬提喜(俗名鄭開，又稱萬雲龍、萬塗喜、洪二和尚）於雲霄高溪觀音亭授徒，而後傳入台灣，爆發林爽文事件。
乾隆五十二年(1787年），台灣彰化天地會領袖林爽文與鳳山天地會領袖莊大田等人起事抗清，波及全台，此為洪門史上首次的大規模起事。乾隆六十年(1795年），又有彰化陳周全打著復興天地會的旗幟。福建亦有陳蘇老、張媽求等人響應起事。
道光年間，廈門的南洋歸僑陳慶真將閩南當地的小刀會併入天地會分支，後傳入廣東與上海。
晚清天地會隨閩南與客家、廣東人下南洋而傳至東南亞，並以公司商號註冊，如蘭芳公司、義興公司、和勝公司。

### 三合會
屬廣東人系統洪門，「三合會」代表三才相合：即是「人」參與「天、地」之間，其實就是「天地會」會友的代號。
三合會是天地會的變名或分支，早於嘉慶十六年(1811年）即見於兩廣總督奏摺；出現時間比哥老會早。三合會的內容與性質，與天地會完全相同。1840年鴉片戰爭前後，廣州、佛山、肇慶地區的三合會活動更轉趨頻密。道光末年至咸豐年間，兩廣的會黨民變起義不斷。廣東三合會參與「洪兵」反清的起義。咸豐四年 (1854年），三合會的各個社團分別於佛山、肇慶各地起義，欲先佔廣州。兩廣總督葉名琛大殺三合會會眾。不少三合會轉到香港、南洋、美洲。1857年，廣州被英法聯軍佔領後，鄰近鄉鎮紳民重建團練公局，佛山設總局。此後部分團練受三合會的影響，一一成為洪門團體。
在晚清年间，三合会等积极参与革命，孫中山、黃興、陶成章、楊衢雲、鄭士良、陳其美等都加入會黨。现代中国大陆的中国致公党即由近代天地会在海外的分支致公堂发展而来。20世纪初成立于美国。
现代有部分三合会轉而成為黑社會組織；在香港，宣佈己身是三合会會友將可能遭致刑責。

### 哥老會
屬湖南人、四川人系統洪門，一稱袍哥會。曾國藩戰勝太平天國後，恐怕清廷猜忌，除部分改編為長江水師外，大量湘軍被遣散，不少人因而參加反清的天地會，在湘、蜀一帶聚黨行事，遊俠綠林，被稱為哥老（四川話方言，指一種賭徒，或結拜的流氓），故稱哥老會。有些哥老會黨徒甚至從事詐騙、綁架、賭博、妓院、搶劫、鴉片販賣等。劉坤一擔任兩江總督及兩廣總督任內期間整頓治安，主力清剿哥老會及海盜；又在任兩廣總督時認為賭風不良而禁賭；在1892年肅清兩江境內的哥老會。湘軍之「哥老會」，再分出成「潘門」，又稱「潘家」等。

### 致公堂
致公堂原稱「洪順堂」，創於1848年舊金山。至1898年在舊金山市政府註冊「非牟利」公益團體牌照時，避免清廷公使抗議，而改名致公堂。致公堂的主要功能責任是維繫鐵路工人，及淘金業礦工的謀生權益。因而組織迅速擴大，六十年間，沿鐵路線發展到南北美洲各大城市都註有分堂。美國的鐵路線是由東西兩岸同步築建，因此紐約致公堂是「總分堂」。
黃三德是當時舊金山致公總堂，及兼任墨西哥、南美其中兩個埠分堂的盟長。盟長的職能是聯絡、通報總堂行政方向和政策，但不干涉分堂的內政事務。1903年孫文到檀香山投靠他大哥孫眉，試圖籌款宣傳，但香山（中山人）同鄉梓里，因他是清廷欽犯，多不與理會，工作毫無進展，故想到美洲大陸發展。但美國與清廷有邦交，更有「保皇會」在美國主要城市的活動勢力。因此，亦不敢貿然行動。
孫眉與黃三德是舊交，為幫助孫文到美洲發展，於是去信黃三德求教，因為洪門組織遍及南北美洲，只有洪門才可保孫文周全。惟一條件是，孫文必須是洪門會員。鑒於孫文的反清志向，與洪門的宗旨相同，故黃三德修書檀香山「國安會館」的鐘水養叔父，由黃三德自己作保人，薦孫文入門，由六十多會員見證，破格扎為「紅棍」，方便日後同門手足尊重招呼。亦因此，1904年5月，孫文由檀島抵達舊金山時，因保皇會告發，被海關以清廷欽犯身份扣押。致公堂才可循洪門則章，傾盡財力，按押堂產，延請華府律師解救「同門」，17天後孫文獲釋。
1949年後，位於美國舊金山的致公總堂本部，至今仍支持在台灣的中華民國政權、聲援華人民主運動，自黃三德後歷任盟長李就、司徒俊蔥，現任盟長為趙炳賢。
致公總堂與歸華發展、轉而認同中共的中國致公黨一系已互不相干。

### 中國致公黨
1925年10月10日，在美國舊金山由致公總堂召開的五洲洪門懇親大會決定，另成立中國致公黨於中國大陸，1925年10月，中国致公党第一次代表大会选举陈炯明为党的总理。12月陈炯明退居香港，中央黨部設於香港，而陳炯明、唐繼堯被推舉為正副總理，現主要分佈於中國大陸。中國致公黨參加了中華人民共和國成立的事業，是1949年之前中國大陸八個民主黨派之一。
1946年7月，在中國上海召開的五洲洪門懇親大會決議於9月1日成立中國洪門民治黨，司徒美堂、趙昱為正副主席，中央黨部設於上海，成員分布海外各地。
2010年5月21日，於台灣中華民國內政部登記成立第一個以“洪門”為正式名稱的政黨即中國洪門致公黨（政黨證字第167號），乃台灣洪門二房致公堂系統，係以“事謀國家進展為先，時以人民福祉為念”為宗旨，由台灣洪門致公堂總堂主蕭明英（圓寶）暨洪門龍兄虎弟等於台灣高雄市國軍英雄館忠誠廳正式成立，並尊中華民國國父孫文（中山）為總理，公舉由台灣洪門致公堂總堂主蕭明英擔任主席、中國洪門春寶山集團大龍頭李鳳山（鳳閣）大哥為永遠榮譽主席，其總部亦設於台灣高雄市，現黨員主要分佈在台灣暨海內外等地。

## 洪門的發展

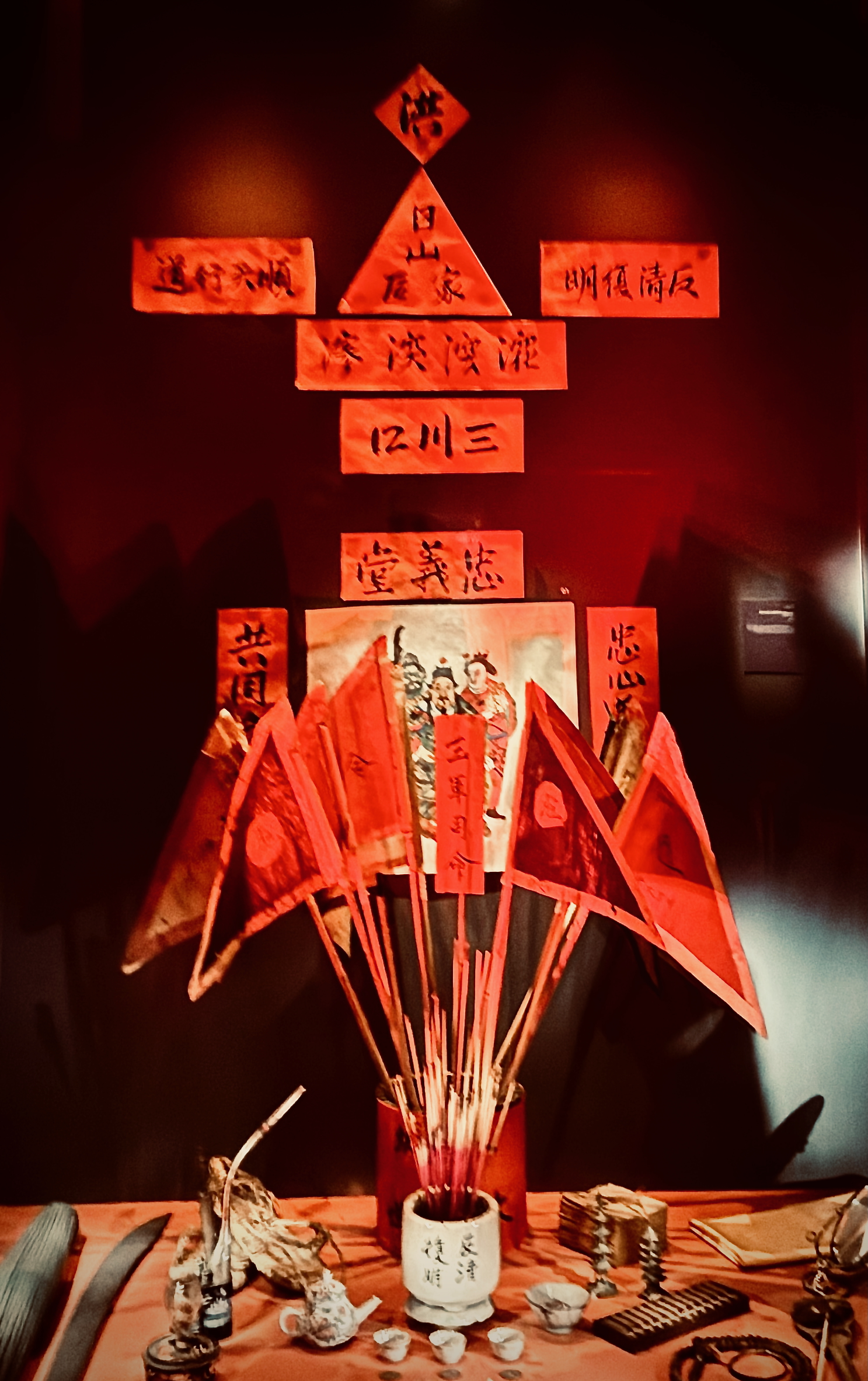
新加坡国家博物馆陈列的洪门仪式香案

### 東南亞
清中、晚期，洪門山堂支系遍及江南及中國各地，甚至發展到東南亞及歐、美各國，會員以百萬稱。由於頑強抗清，洪門會黨成為了太平天國和辛亥革命的重要同盟軍。孫中山、秋瑾、陶成章等辛亥革命黨人曾先後加入洪門相關組織，孫中山先生甚至直稱洪門為民族老革命黨，天地會是唯一的中國革命團體。
在清廷的鎮壓下，洪門會黨轉向海外發展組織，並始終站在各國華商僑胞反抗新、老殖民主義剝削壓迫的前沿，因而引起早期西方殖民政權的仇視與重視。清朝乾隆皇帝為剿滅洪門會黨，舉東南數省之力搜尋洪門會史，雖累積了約數百萬字的案牘文書，但仍感「終無確據」。
洪門為推翻清廷的革命作出了巨大的貢獻；辛亥革命領導人之一譚人鳳在《社團改進會意見書》中寫道：“革命（辛亥革命）之成，實種於二百年于前之洪門會黨”“在運動之初，惟洪門兄弟能守秘密。發動之後，亦惟洪門兄弟能聽指揮。”“人無論遠近，事無論險夷，人人奮勇，個個當先，卒有武昌起義，各省回應，不數月而共和告成，軍隊之功，實亦洪門兄弟之功。”

### 台灣
由於洪門素有革命性質，神秘色彩未除，因此在中華民國中央政府播遷台灣後，長期未允洪門申請為公開的民間社團。
解嚴以後，洪門於1989年各山堂始組成社團法人「中華民國社會事業建設促進會」與外界交流，然而當時「洪門」二字猶未允公開使用。
2004年1月11日，洪門南華山堂在中華民國內政部登記成立「財團法人國際洪門中華民國總會」，始擁法人地位，為一般民間團體。
在中華民國內政部登記的洪門相關政黨有：
- 原名中國台灣致公黨（政黨證字第098號）；2017年12月16日，改名為中華民族致公黨。
- 2010年5月21日，於中華民國台灣內政部登記成立第一個以“洪門”為正式名稱的政黨即是中國洪門致公黨（政黨證字第167號），公舉由台灣洪門致公堂總堂主蕭明英為主席，宗旨係以“事謀國家進展為先，時以人民福祉為念”為宗旨。
- 中國青蓮黨（政黨證字第184號），洪門青蓮堂系統，由世界公認之長房青蓮堂總堂主洪棍何俊元為主席。
- 中國新洪門黨（政黨證字第200號）、台灣洪門共濟黨（政黨證字第262號）等。

今台灣大部分之山頭多以哥老會為主。

### 中國大陸

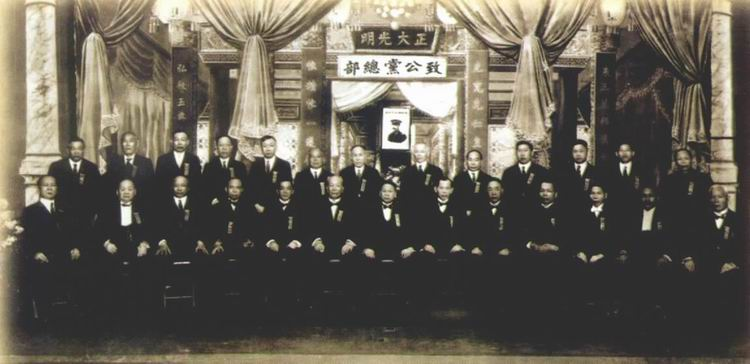
1925年中国致公党成立

1925年10月10日，在美國舊金山召開的五洲洪門懇親大會決定，成立中國致公黨。1925年10月，中國致公党第一次代表大会选举陈炯明为党的总理。1925年12月陈炯明退居香港，中國致公黨中央黨部設於香港，而陳炯明、唐繼堯被推舉為正副總理。
1949年中华人民共和国成立后，中国致公党响应中国共产党的多党参政政策，成为中华人民共和国八大参政党之一。2007年4月，中国致公党中央副主席万钢被任命為中华人民共和国科学技术部部长，萬鋼及接任第13届中国致公党中央主席，並兼中國人民政治協商會議第十一屆全國委員會副主席，成爲自傅作義過世後30多年來首位非中國共產黨籍的部長，以聯繫海外洪門華僑團體回歸祖國。
至于其他洪门分支组织大多奉行避世，据指在中国大陆现在存在着的洪门分支大多是辛亥革命时期的洪门组织遗留。

### 加拿大
- 中国洪门民治党驻加总部在温哥华唐人街，1888年成立。

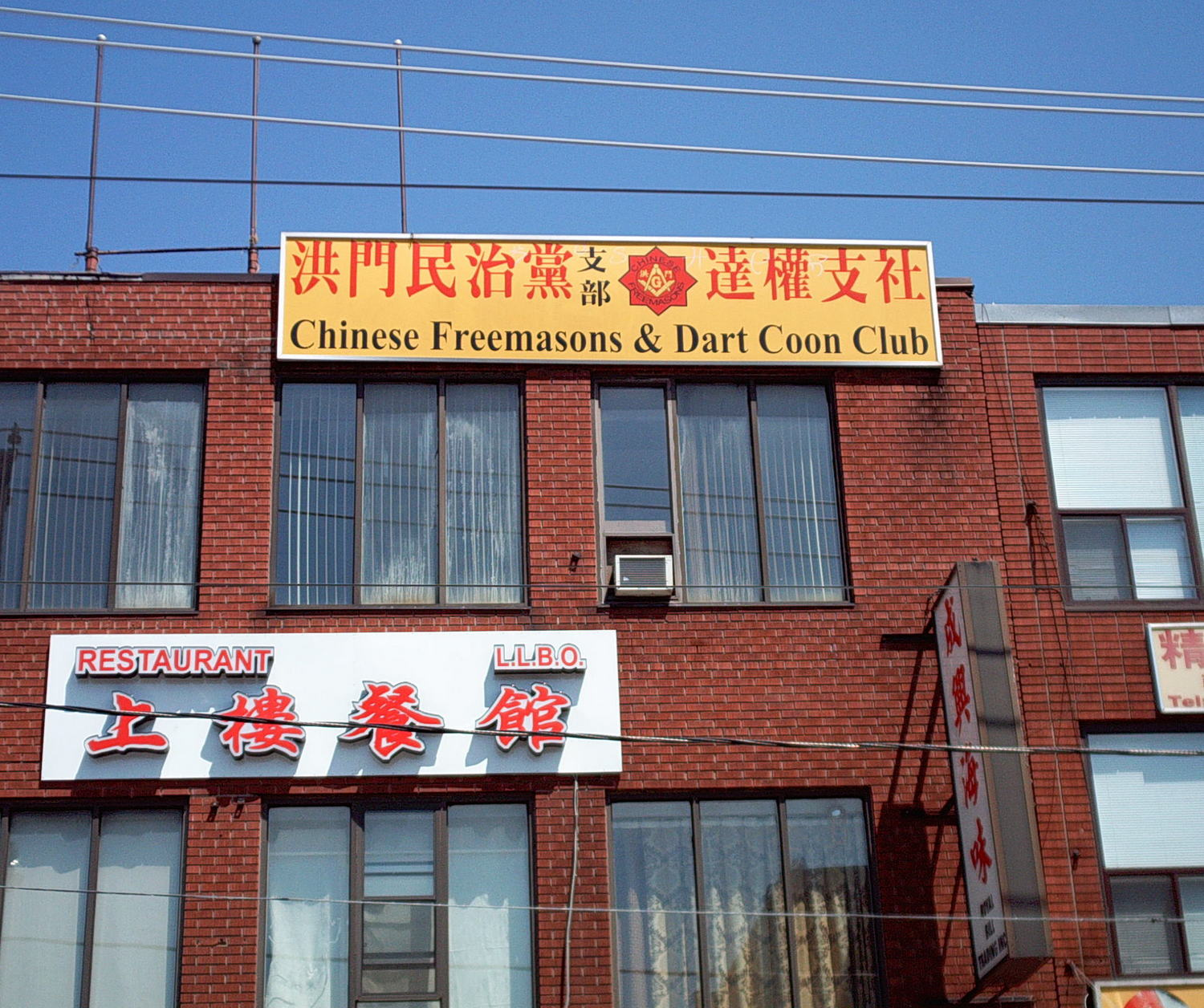
多伦多洪门民治党

- 多伦多洪门民治党成立于1894年，总部设于多伦多唐人街。辛亥革命时曾資以款項协助孙中山實踐反清起義。

### 美國
在1840年前，只有少數華人移民北美地區；直到19世紀中葉，華人移民人數急遽增加，在當時估計已有數十萬中國移民。其包含傳言中太平天國的將領楊輔清在反清起義失敗後，逃至美國舊金山成立秘密社團。到了20世紀，華人移民已在北美各大城市開枝散葉發展出唐人街並組織起「堂」（公會、公所）的次文化。舊金山是美國最早出現華人秘密社團的城市，在1882年建立第一個會所中華公所（由六個會館組成）；其他較著名的則有：
- 致公總堂：即致公堂於舊金山之最原始總部，成立於1848年，註冊於1879年。
- 協勝堂：紐約及其他13個州的分支機構。
- 安良堂：紐約。
- 秉公堂：加利福尼亞州、華盛頓州。
- 萃勝堂：加利福尼亞州、俄勒岡州、美國華盛頓州及加拿大。
- 合勝堂：加利福尼亞州、俄勒岡州、華盛頓州、愛達荷州、科羅拉多州。

其他尚有協義堂、金蘭公所、萃英堂、英端堂、廣德堂等等。

## 其他

### 組織
洪門組織之優點是有縱橫系統，如在職位名稱上有龍頭、坐堂、執堂、心腹、巡風到么滿的縱列，又有「言談」、「手勢」等的橫向系統。即使第一次見面的洪門弟兄，一見手勢動止，一聞「春典隱語」，一說「花亭結義」，則是兄弟也，即是生死之交，若原有仇恨也化為玉帛。這種縱橫系統，言談隱語、手勢均是洪門博學之士所編造的，在世界上並無其他任何秘密組織所能望其項背。洪門組織對入會無資格限制，僅須有介紹人，加入後彼此以手足相待，所以雖是秘密組織，但發展迅速，由台灣延伸至中國大陆及海外。

#### 天地會
傳統天地會大致上只有大哥與師傅（軍師）兩種稱謂，發起人為大哥，熟悉儀式者為師傅；隨著規模與人數增加，內部分工與職稱愈多細膩。然而，成立時間與地點不同的情況下，同職稱確有不同含義，也時有所見，如有「先生」與「香主」，在職稱上不同，但職務與地位相似的情形。不過天地會發展到成熟時期，一般只有三個主要職務統稱「三花及第」（指頭頂配戴的龍眼雙花、牡丹單花、鳳雀雙花），其職務具有以下共同特徵，分別象徵權力的「棍」、謀略的「扇」及行動的「鞋」：
- 洪棍（四二六，十二地支）統帥、爐主、總理大哥、負責開檯以及主持一切事務。
- 紙扇（四一五，十天干）軍師、師博、書房主，掌兵權、管錢糧。
- 草鞋（四三二，九宮）領兵將軍、頭目、具備文韜武略特質，傳遞情報、命令、執行任務。

在三個主要「及第」職務的底下就是
- 會員（四九，三十六天罡；乃十八陰十八陽四九分）普通成員、士兵。

此外，後來衍生出在特定場合時（如開檯儀式等）才會出現「有職無位」的象徵性職務，即所謂「檯上有，檯下無」，大致有：
- 先生、香主（四八九）陳近南職、熟悉教條禮儀、主持入會儀式。其詩詞，意喻主持儀式之職（四八九）仍是由資歷深、地位高的師博（四一五）在特定場合受爐主邀請來擔任，儀式結束即完成任務，領取謝酬後走人，並不直接涉入該組織事務。
- 先鋒（四三八）天佑洪職、領兵打頭陣；則是在特定場合由眾領兵將軍（四三二）中最優秀者由爐主推薦所扮演，協助儀式的進行，儀式結束後即恢復原本身分。

以上各職務並搭配「天干 地支 九宮 太極 易經」及歷史詩句等隱語。

#### 三合會
以下為珠江流域、東南沿海三合會組織架構，地緣關係與南洋地區的公所、會黨較為相似：
- 龍頭（四八九），又稱「坐館」、或稱「話事人」；為全社團最高領導人。
- 二路元帥（四三八），又稱「香主、先鋒」；每堂口設有一名或多名，在平時二路如非坐館有職無權。
- 紅棍（四二六），俗稱「揸fit人」[註 1]；簡稱十二底，多是金牌打仔；眾四二六中最傑出者則被尊為雙花紅棍，意指文武全才。
- 白紙扇（四一五），又稱「先生」「白扇」；簡稱十底。負責文職，講數，亦負責社團財務，管理數簿，為社團軍師。
- 草鞋（四三二），又稱「鐵板」；簡稱九底（九底以上通稱為大底）。負責「信差」，對內外事務之聯繫。
- 四九仔（四九），又稱「馬仔」（洪門大典開堂收馬）；經入會儀式入會者則為四九，為普通會員。
- 揸數，又稱「講數」，通常負責社團財務，管理數簿，屬文職，多由「白紙扇」兼任。
- 掛藍燈籠，所有有意入會而未經儀式之非正式會員。

#### 哥老會、袍哥
以下之組織乃四川、長江流域哥老會袍哥之山堂組織架構：
- 忠義總堂（「山 、堂、水、香」四字號）
  - 山主；或稱「寨主」、「龍頭」大爺。
  - 副山主；或稱「副寨主」、「副龍頭」大爺。
- 內八堂（內八堂皆為在朝「京官」、內閣閣員）
  - 香長；或稱「聖堂」大爺、開香堂時的主香人，為客卿。
  - 盟證；或稱「中堂」大爺、開香堂時的盟誓人，為客卿。
  - 坐堂；或稱「左相」大爺、總管山寨事務。
  - 陪堂；或稱「右相」大爺、協助總管山寨事務。
  - 管堂；或稱「總閣」大爺、負責人事升降賞罰。
  - 執堂；或稱「尚書」大爺、負責人員組訓工作。
  - 禮堂；或稱「東閣」大爺、負責教育禮儀。
  - 刑堂；或稱「西閣」大爺、執掌刑法。
  - 護印大爺
  - 護劍大爺
- 外八堂（外八堂為「軍隊」「分支」）
  - 心腹；「刑副」大爺、領軍武將。
  - 聖賢；「聖賢」二爺、軍師、負責謀畫(谋划)。
  - 恆侯；「當家」三爺、總管財務、糧餉等內務，又分披紅與插花。
  - 金鳳；「金鳳」四姐。
  - 管事；「管事」五爺、負責對外及總務，又分承行、執法、紅旗、藍旗、黑旗、青剛。
  - 巡風；「花冠」六爺、負責巡查，又分內巡風、外巡山、鎮山（光口）。
  - 銀鳳；「銀鳳」七姐。
  - 賢牌；「賢牌」八爺、登記功過、替人講情，又分白袍與八德。
  - 江口；「江口」九爺、職司掛牌，凡開山立堂，栽培新進或辦提陞之儀式人員，又分檢口、抖口、守口。
  - 滿；「滿」大爺、或稱「轅門」，負責雜務的士兵，又分總么滿、執法么滿、轅門、大么、小么、大滿、小滿、銅章、鐵印。
  - 少保；或稱「少姪」、「太保」，在組織裏的位階只有半步，入會人通常為未成年者，社團先予以記名，在組織裏見習並學習仁義。

#### 南洋私會黨
以下為星馬華人私會黨、公司、公所的組織架構：
- 大哥：也被稱「總理、元帥」，在星馬私會黨公司中，皆是指首領，是會黨的精神象徵。
- 二哥、三哥：為私會黨公司中的副首領、助理首領。在大哥、二哥、三哥之下，各自帶領白扇、財副、虎將（先鋒）等。
- 先生：先生者，須熟悉口令、詩句、禮儀，且通常較為年長，不屬於特定的公司；只有在主持入會儀式時，聘請先生出現。
- 紅棍：被視為「法官」，與先生一樣不屬於特定的公司，只在會黨發生糾紛時，擔任仲裁角色。
- 白扇：為會黨各香堂的軍師、頭目；有權發號司令，代表會黨對外談判，對內處理會務。
- 財副：負責會黨財務管理，許多財副是由大哥或白扇兼任。組織規模大者，又有櫃匙（會計）、收櫃（出納）等職稱。
- 虎將：也有稱「先鋒」者（如大伯公），為會黨的打手、小頭目，負責領兵維護地盤、收取規費等。
- 草鞋：也被稱「鐵板」，會黨中擔任「信差」的小頭目，負責傳遞情報訊息、命令，領兵執行任務。
- 馬仔：人數最多的普通會員。年資較深可帶新人入會者，被稱「老馬」或「帶馬」。

### 會簿（廣東三合會的海底）
組織之秘密會冊，只有組織之高層擁有。內容為組織組成之歷史、現任組織名單、組成結構、入會形式、誓詞、違反組織之刑法、背（隱）語、手語、在公眾地方表達為組織中人之方式。隱語為「海底」，又名「金不換」。
在施琅攻台時（1683年），鄭克塽將其祖父鄭成功開山（金台山）立堂（明遠堂）有關洪門天地會中的文件、名冊、印信等裝入鐵箱密封，沉入海底。

#### 三合會會簿
民國洪門中人樊松甫曾撰文說：1848年（道光28年、事隔166年後太平天國前期），永寧郭永泰開盡忠山，持有在福建漁人手內獲得的《金台山實錄》，所以定名為「海底」。以後之三合會會簿，由此演變出來。

### 遺址及歷史考證
『洪門志』道聽塗說，云：「鄭成功據守台灣，推進漢留組織，開山立堂，定名為金台山，明倫堂；並遣蔡德忠、方大洪、胡德帝、馬超興、李式開等，向中原發展。」「金台山」明倫堂是第一山堂，其根本交結條是：

會合賢能鄭成功，文武全才興漢留，

據守台灣稱將領，部眾勇武抗清兵，

天下英雄風雲會，金台山堂首創立，

軍中誓盟結仁義，同心協力把漢留。

### 重大影響
- 太平天國

洪秀全在廣西金田村起兵反清，軍稱太平軍，建立太平天國，登基稱天王，定鼎金陵，得力於廣東三合會。
- 小刀會首領劉麗川1845年於香港參加洪門組織三合會、同年英屬香港響應清廷建議取締三合會。
- 孫中山

孫中山的革命事業，在檀香山時，由三合會首領介紹入會，並開立山堂，改組致公堂，創立興中會，山堂名“大陸山”。孫中山的「孫文學說」上說：「…迨至康熙之世，清勢已盛，而明朝之忠烈亦死亡殆盡，二、三遺老見大勢已去，無可挽回，乃欲以民族主義之根苗流傳後代，故以反清復明之宗旨結為團體，以待後有起者可藉為資也。此乃洪門創設之本意也。」
- 二戰後，三合會在香港演變成犯罪組織。

### 其他影響
- 台灣清領時期有朱一貴在康熙六十年（1721）起義，七日佔領全台灣，即借助洪門的力量。
- 乾隆（1711-1799）時福建莆田、福清之天地會（一說成立於乾隆26年）領袖萬提喜（又稱萬提起、萬雲龍、雲龍和尚、洪二和尚）事件。
- 台灣，出自福建天地會的林爽文（1787）、戴潮春（1862）等武裝反清事件。
- 1855年，兩廣大成國李文茂 事件。
- 清朝時代，在官方長期的掃蕩下，台灣民間對天地會仍然持續暗地而傳承下來。今日在鹿港就建有福靈宮，專為洪門天地會林爽文反清起義事件所設立，其主神位是林爽文的平海大將軍「王勳」。另外在台中縣沙鹿「福興宮」，也是崇拜在林爽文事件中，以標榜「反清復明」天地會九龍山的王勳，尊為主神來祭祀。

## 會黨（社團）與教門
近代中國秘密會社，分為「教」及「會」兩大類：「教」結合宗教信仰，普遍盛行於華北；「會」則為「異姓兄弟」，歃血結盟，多盛行於華南。天地會的源地福建漳、泉，長期盛行械鬥。鄉間人口少的姓氏以異姓結拜聯合對抗人口多的大姓，是「異姓結會」的社會源頭。清初到乾隆年間人口大增。福建、粵東人多地少。至乾隆中葉，大量無地農民成為流動人口。湧入各地都邑城鎮，為小商販、力役、或江湖遊子，無業遊民。加入秘密會社，多基於尋求保護的生活需要。入會者，不外幾個原因：互助以免被欺凌；無業遊民聚眾、搶劫、拒捕、綁票勒贖、械鬥、尋仇、收保護費；以傳會斂錢。
清朝乾隆時，洪門遭多番圍攻，加上乾隆重用漢人、廣興文字獄、弗准民眾聚會，具規模的反滿武裝和文學組織難以延續，代之而起的便是地方性的社團和教門。
辛亥革命之始，革命党人說三合会是以“反清复明”而成立的，是基於政治上的需要。他們需要争取国内的会党及海外的华侨支持，所以可以合作的会党，皆視為洪门组织。由於當時的会党是现成的有势力组织，加上海外的经济支援。同盟会提出“革命排满”來作号召。
清代暗語說：「瓶中太滿水須走，青葉紅花白蓮藕」，即是意指「反對滿清的幫會，有青幫、洪門、白蓮教三大主力」，又有俗諺說「紅花綠葉白蓮藕（指洪門、青幫、白蓮教），三教原來是一家」。

### 白蓮教
白蓮教始見於南宋。清朝中期，由於耕地不足、農民生養艱困，白蓮教教徒在四川、陝西和湖北一帶以農具反抗清朝地方政府，他們自稱「精通神打，刀枪不入」，所以清廷稱他們為白门邪教；后期发展到东南亚。又名「二四红宫」、「二四老君」。历时长久洪门实力范围不断广大，白门已面临末期，許多教友私下加入洪门。

### 青幫與洪門
為了避免衝突，兩派仍多稱「青洪一家」，所謂「紅花綠葉白蓮藕（指洪門、青幫、白蓮教），三教原來是一家」。尤其清末革命黨思想勃興，不少青幫弟子也開始反清，兩派逐漸減少敵對。

### 拜上帝會
1843年由洪秀全成立，是太平天國的前身；有天地會眾參與其中。

### 廣東三合會
台灣林爽文起事後，在清律中明令禁止天地會，為首及情願入伙者，俱擬斬立決。為避官府追查，改名為「三點會」、「三合會」。道光十年(1830年），給事中劉光三一封奏折中稱："廣東會匪，最為民害者，則有三點會，所謂，開口不離本，舉手不離三，粵東土民，莫不周知"。可見其時三合會在廣東已廣傳。1848年後，有關三合會的會簿（洪門會冊）傳說，據稱一福建漁民於海底所獲。
兩廣的洪門組織於太平天國起義後（1851年），互相聯絡結盟、組織成三合會，曾於瓊花會館的紅船中會議，發動兩廣（特別在大城市，如廣州及佛山）的大武術團體中成立堂口，訓練洪兵。
得悉太平天國定都金陵後，1854年，三合會李文茂及洪兵起義，引起清廷火燒瓊花會館及所有紅船。之後三合會則傳出火燒南少林寺的傳說、說當時的不同南拳門派都源出福建少林寺之少林五老，目的是將原來不團結的武術團體組織一起，共同反清。
兩廣三合會會簿記錄：“其時（南）少林寺，武風甚盛，招清廷忌，派兵圍捕，攻而不下。適有新科狀元陳文維者，邀寵獻議，設法勾通寺僧馬甯兒等，四處縱火，裏應外合，少林寺被毀，僧徒四散。於是至善禪師（洪拳領袖）與白眉道人（白眉派領袖）、五枚師太（詠春拳之祖師）、苗顯（廣州花拳首領）、馮道德等五人亦分途出走。

#### 形成背景
嘉、道年間，福建、廣東、廣西等地人口繼續幾何級數增長，破產農民和流動人口有增無減，為秘密會社提供大量發展空間。清初至道光，福建人口增長為十二倍，廣東為二十四倍，廣西更為三十倍。三合會隨著流動人口及移民，由福建廣東傳至廣西、貴州、雲南、江西各省。道光年間，三合會在廣西堂口即數以百計，已發展至「幾無村不有大哥」。三合會在地方結合土匪，結盟拜會，剽掠为生。或借「團練」、保鑣等名目，向各行業收取地方保護費。
鴉片戰爭前的十年，道光十一年(1831年)，已有報告指三合會漫延華南五六省，人數不計其數，而且吏役、兵丁等，亦多為三合會，鄉間搶刼頻頻，多與三合會有關。
林則徐1839年的虎門銷煙及鴉片戰爭，林則徐知道英軍會用軍艦攻粵報復，一早已經組織好廣東各鄉鎮地區之民兵團，特別是三江流域及海岸，屯守海衛。
1843年，南京條約簽訂後，開放了五口通商，英國人有進入廣州城內的權利。廣東城內的士族、民眾堅決反對，表示倘夷入城，嗚鼓攻之。耆英按照皇帝旨意，遵守已簽定的國際條約，保持與英國和平。無知及昧於國際形勢的土人，轉為對滿清地方政府怒狠。他們曾嘯聚數千人帶刀械，燒毀知府衙門。
五口通商以後，廣東失去對外貿易壟斷而經濟衰敗，無業遊民大增。戰時由林則除在廣東各地成立的民團，變成散兵游勇，為三合會溫床。三合會及其他會黨在兩廣迅速壯大，不斷起義，包括太平天國起義。及後1854年，兩廣之各個三合會同時起義，成立大成国。其時的洪門人士，多來自廣東三江流域。大成国群龍無首，攻取廣州城失敗，被葉名琛逐個擊破；對洪門子弟大開殺戒。英法聯軍入侵廣州時，葉名琛亦不主張動用民間團練。
英國派遣額爾金於1857年12月中，聯合法軍發動佔領廣州戰爭，由於葉名琛認為英法聯軍不會從陸路攻擊，沒有防禦之打算。不理番禺南海各界招募鄉勇之議，導致廣州城迅速陷落。反而英軍沿途遭到各鄉勇自發抗戰。廣州於12月29日淪陷。英法成立委員會監督滿清官員柏貴復職。柏貴治理廣州期間，英軍曾搜查多處團練機構，此舉更加深了各鄉鎮洪門人士對清廷及英人之不滿。
1858年，英軍入城後，有關的社團及會黨為了自保，加入三合會的地下活動，後參與革命黨。

#### 上海廣東帮派－小刀會
1849年，經營砂糖和茶葉、蠶絲生意的香山人劉麗川，来到上海，建立同鄉會廣肇會館，他是著名的小刀會首领。當時廣肇帮中以香山人最多，人数有两萬多。小刀会起義失败后被清政府焚毁。可見廣東帮派傳入上海。

### 其他
天地會流傳極廣，其他尚有「清水會」、「匕首會」、「哥老會」、「雙刀會」、「小刀會」、「紅旗會」、「劍仔會」、「八卦會」、「添弟會」、「三合會」、「致公堂」、「紅幫」及袍哥會、紅槍會、黃沙會等名稱。
黑社会=== 日月社會 ===三合会
日月.为.公堂-明仁堂-台湾地区新加坡月山社(新马两区)  峇株巴辖红日同「山景亅 泗公司「公司」  马来西亚(半岛) 和合图-香港地区 新義安-那三国「香港」

## 滿洲化的洪門會黨
孫中山在三民主義民族主義第三講中曾以一段文章舉例：
|  | 華僑在海外的會黨極多，有洪門三合會，即致公堂。他們原來的宗旨，本是反清復明，抱有種族主義的；因為保皇主義流行到海外以後，他們就歸化保皇黨，專想保護大清皇室的安全。故由有種族主義的會黨，反變去保護滿洲皇帝。 |

表示洪門會黨歸化了保皇黨，去保護滿族皇帝，不是原本反清復明的洪門會黨。
孫文之後又一段文：
|  | 中國的民族主義，自清初以來保存了很久。從左宗棠做了大龍頭之後，他知道其中的詳情，就把馬頭破壞了，會黨的各機關都消滅了。所以到我們革命的時候，便無機關可用。這個洪門會黨都被人利用了，所以中國的民族主義，真是老早亡了。 |

表示洪門馬頭早已遭到左宗棠破壞，所以到了孫中山要革命的時候，便無機關可用。孫中山舉兩例證明，正統道統中國「祖族河洛」民族主義，早就韃虜雜化敗亡了。

## 研究書目
- 秦宝琦. . 福州: 福建人民出版社. 2012. ISBN 9787211064441.
- 秦宝琦. . 福州: 福建人民出版社. 2000. ISBN 9787211022267.
- 胡珠生. . 沈阳: 辽宁人民出版社. 1996. ISBN 9787205034290.
- 庄吉发. . 台北: 国立故宫博物院. 1981.
- David Ownby著，劉平譯：《兄弟結拜與秘密會黨》（北京：商務印書館，2009）。
- 三谷孝著，李恩民等譯：《秘密結社與中國革命》（北京：中國社會科學出版社，2002）。
- 穆黛安：〈西方学者有关天地会研究述略〉。

## 外部連結
- 社團法人中華洪門大蜀山社會關懷協會 （页面存档备份，存于）

### 各山堂現況連結
- 國際洪門南華山
- 國際洪門總會
- 中華全球洪門聯盟（页面存档备份，存于）
- 中國洪門聚英山
- 大中華洪門五聖山 禮德總堂
- 洪門龍虎山 （页面存档备份，存于）
- 台灣新洪門五台山 （页面存档备份，存于）

（页面存档备份，存于）
- 多伦多洪门民治党 （页面存档备份，存于）